# Maximum Exposure
Maximum Exposure (également connue sous le titre de Max X) est une émission américaine de téléréalité qui fait défiler de nombreux clips variés de vidéos. L'émission est principalement orientée pour un public adulte. L'émission a également montré des vidéos auparavant exposées dans d'autres émissions de téléréalité, en particulier son prédécesseur Real TV, et est notable pour ses commentaires humoristiques et ses passages au ralenti.
En France, l'émission est en actuelle diffusion sur MCM depuis 2011.

## Description
Cam Brainard (en) (mieux connu aux États-Unis pour avoir commenté l'émission This Week in Baseball (en) et annonceur sur Disney Channel) est le narrateur de l'émission et a été crédité sous le nom original de "Smart-Aleck Announcer Dude". Chaque épisode dure une heure et ont été diffusés en syndication de 2000 à 2002. Des rediffusions été faites sur WGN America, notamment. L'émission a été produite par Paramount Television et RTV News. Les producteurs exécutifs se nomment Mack et Bradley Anderson de la chaîne télévisée First Television. L'émission a également été diffusée sur la nouvelle chaîne Fox Reality (en).

## Épisodes
Chaque épisode des 52 produits au total possèdent un thème différent.